# Становище (Логойський район, Околовська сільська рада)
Становище — (біл. вёска Становішча), село (веска) в складі Логойського району розташоване в Мінській області Білорусі, підпорядковане Околовській сільській раді.
Село Становище розташоване в центральних районах Білорусі, в північній частині Мінської області - орієнтовне розташування.